# Демиденко Іван Михайлович
Іван Михайлович Демиденко (нар. 11 червня 2003, Україна) — український футболіст, нападник «Минаю».

## Життєпис

### Початок кар'єри
Вихованець футбольної академії київського «Динамо» та київської ДЮСШ-15. Згодом захищав кольори юнацьких команд таких клубів як «Черкащина», «Олімпік» та «Дніпро-1». У вересні 2022 року вільним агентом приєднався до литовського клубу «Мінія», за який відзначився голом у 9-тизіграних матчах. Після закінчення сезону покинув клуб.
У лютому 2023 року приєднався до грецького клубу «Астерас». Дебютував за основну комануд клубу 1 квітня 2023 року у матчі втішного раунду грецької Суперліги проти «Іонікоса». Іван вийшов на поле на 73-й хвилині замість іспанця Сіто. Також виступав за юнацьку (U-19) команду клубу.

### «Минай»
У червні 2023 року вільним агентом перейшов у «Мінай», з яким уклав 3-річний контракт. Вперше на матч Прем'єр-ліги України потрапив 30 липня 2023 року, на програний (1:4) виїзний поєдинок 1-го туру проти київського «Динамо», в якому усі 90 хвилин просидів на лаві запасних.